# Brott och straff (film, 1945)

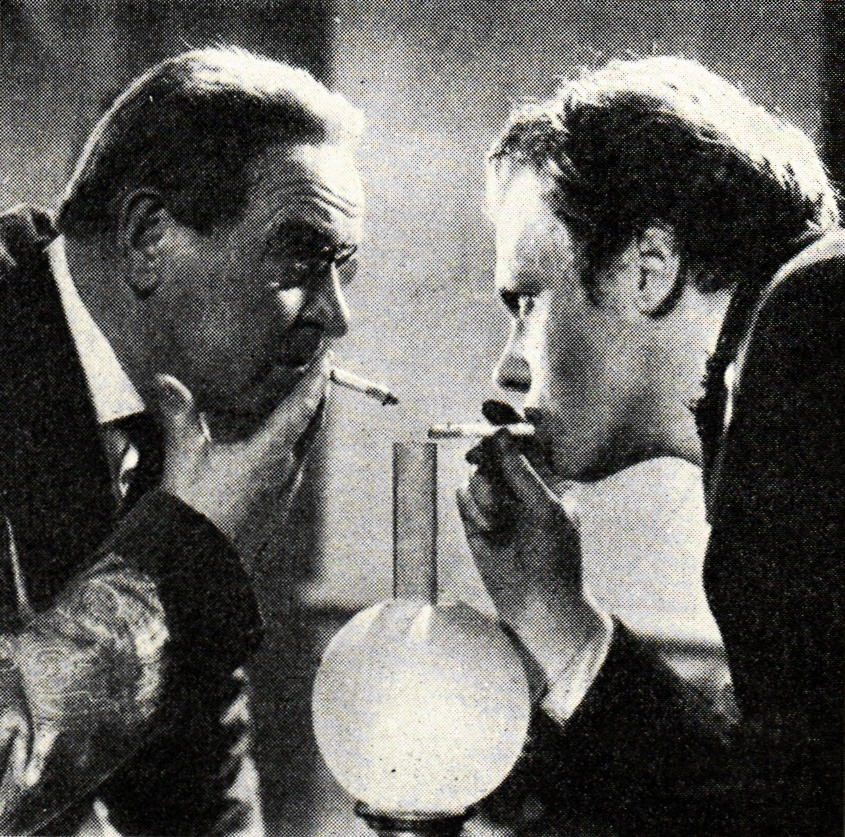
Sigurd Wallén (i rollen som Samjotov) och Hampe Faustman (i rollen som Raskolnikov) i Brott och straff (1945).

Brott och straff är en svensk film från 1945 i regi av Hampe Faustman. Filmens förlaga är Fjodor Dostojevskijs roman Brott och straff som utgavs 1866 med svensk översättning 1884 och 1922.

## Om filmen
Inspelningen skedde med ateljéfilmning vid Sandrewateljéerna på Gärdet i Stockholm med exteriörscener från Lästmakargatan på Norrmalm och Tennisstadions så kallade A-hall av Göran Strindberg. Som filmarkitekt engagerades Sigvard Bernadotte.  
Filmen premiärvisades den 16 oktober 1945 på biografen Grand i Stockholm. När filmen lanserades på biograferna saknade den helt musik. Publiken reagerade negativt och mycket kort efter premiären försåg Erik Nordgren den med musik och Mischa Sotnikov med balalajkamusik och sång.  
Dostojevskijs roman har varit populär att dramatisera. Den har spelats på de flesta av världens teaterscener och har även blivit en av världslitteraturens mest filmatiserade verk.

## Rollista (i urval)
- Hampe Faustman - Rodja Raskolnikov
- Gunn Wållgren - Sonja Semjonovna Marmeladova
- Sigurd Wallén - Samjotov, undersökningsdomare
- Elsie Albiin - Dunja, Rodjas syster
- Georg Funkquist - Pjotr Petrovitj Lusjin, hovrädet
- Tekla Sjöblom - Rodjas och Dunjas mor
- Toivo Pawlo - Rasumikin, student
- Elsa Widborg - Alonja Ivanova, pantlånerska
- Hugo Björne - Semjon Marmeladov Sonjas far
- Lisskulla Jobs - Katarina Ivanovna Sonjas styvmor
- Harriett Philipson - Natascha
- Bengt Ekerot - student på krogen
- Magnus Kesster - polisofficeren på polisstationen
- Arthur Fischer - hyresvärden
- Helge Mauritz - polistjänsteman

## Musik i filmen
- Stenka Razin samt ett antal gamla ryska kyrksånger och en rysk folkvisa.